# (620075) 2013 CD223
(620075) 2013 CD223 ist ein großes transneptunisches Objekt im Kuipergürtel, das bahndynamisch als Plutino eingestuft wird. Aufgrund seiner Größe gehört der Asteroid zu den Zwergplanetenkandidaten.

## Entdeckung
2013 CD223 wurde am 9. Februar 2013 von einem Astronomenteam, bestehend aus B. Gibson, T. Goggia, N. Primak, A. Schultz und M. Willman, im Rahmen des Pan-STARRS-Projekts mit dem 1,8-m-Ritchey-Chretien-Teleskop (PS1) am Haleakalā-Observatorium (Maui) entdeckt. Die Entdeckung wurde am 26. Juli 2016 bekanntgegeben.
Nach seiner Entdeckung ließ sich 2013 CD223 auf Fotos, die im Rahmen des Sloan-Digital-Sky-Survey-Programmes (SDSS) am Apache-Point-Observatorium (New Mexico) gemacht wurden, bis zum 19. Januar 2005 zurückgehend identifizieren und so seinen Beobachtungszeitraum um acht Jahre verlängern, um so seine Umlaufbahn genauer zu berechnen. Seither wurde der Planetoid nur durch das Pan-STARRS-Teleskop beobachtet. Im März 2018 lagen insgesamt 24 Beobachtungen über einen Zeitraum von 10 Jahren vor. Die bisher letzte Beobachtung wurde im Februar 2014 auch wieder am Pan-STARRS-Teleskop durchgeführt. (Stand 25. März 2019)

## Eigenschaften

### Umlaufbahn
(620075) 2013 CD223 umkreist die Sonne in 247 Jahren auf einer elliptischen Umlaufbahn zwischen 30,45 AE und 48,25 AE Abstand zu deren Zentrum. Die Bahnexzentrizität beträgt 0,226, die Bahn ist 5,28° gegenüber der Ekliptik geneigt. Derzeit ist der Planetoid 48,25 AE von der Sonne entfernt. Das Perihel durchläuft er das nächste Mal 2042, der letzte Periheldurchlauf dürfte also im Jahre 1895 erfolgt sein.
Marc Buie (DES) klassifiziert den Planetoiden als Plutino (2:3-Resonanz mit Neptun), während vom Minor Planet Center keine spezifische Einstufung existiert; letzteres führt ihn als Nicht-SDO und allgemein als «Distant Object».

### Größe
Derzeit wird von einem Durchmesser von 329 km ausgegangen, basierend auf einem Rückstrahlvermögen von 8 % und einer absoluten Helligkeit von 5,8 m. Ausgehend von diesem Durchmesser ergibt sich eine Gesamtoberfläche von etwa 340.000 km². Die scheinbare Helligkeit von 2013 CD223 beträgt 22,64 m.
| Jahr | Abmessungen km | Quelle   |
| ---- | -------------- | -------- |
| 2018 | 352,0          | Johnston |
| 2018 | 329,0          | Brown    |